# Norbert Klaar
Norbert Klaar (12 ottobre 1954) è un ex tiratore a segno tedesco.

## Palmarès

### Olimpiadi
- 1 medaglia:
  - 1 oro (Montréal 1976 nella pistola automatica 25 metri)